# Treniota
Treniota (starorus. Трениота, zm. 1264) – książę żmudzki, następnie wielki książę litewski w latach 1263–1264.
Trenita był krewnym Mendoga – jego matką była siostra Mendoga i Dowsprunka, żona Wikinta. W latach 1260–1261 jeszcze jako książę żmudzki prowadził wojny z zakonem krzyżackim.

## Życiorys

### 1259–1260
Zakon Krzyżacki, dążąc do utworzenia punktu wypadowego na Żmudzi, zbudował zamek Georgenburg w Korszowie w 1259 roku. Jednak już w 1260 roku obie gałęzie Zakonu zostały zmuszone do wspólnej obrony zamku przed Żmudzinami. Żmudzini pod dowództwem Trenioty zastosowali skuteczną taktykę, przenikając na Mierzeję Kurońską. Siły zakonne zmuszone były podążyć za nimi w pościg. W okolicach jeziora Durbe doszło do wielkiej bitwy, która zakończyła się zwycięstwem Żmudzinów. Była to pierwsza znacząca klęska Zakonu Krzyżackiego.

Dzięki obronie Żmudzi, Wielkie Księstwo Litewskie uniknęło dalszego zagrożenia ze strony Zakonu. Kurowie rozpoczęli powstanie i przy wsparciu Żmudzinów uwolnili się spod panowania Zakonu. Duża część Kuronii uznała władzę konfederacji żmudzkiej. Wcześniej wyzwolona Semigalia umocniła swoją pozycję. Szczególnie istotne jest, że bitwa nad jeziorem Durbe zainspirowała także Prusów do walki - rozpoczęło się wielkie powstanie pruskie (1260-1274), które na pewien czas skupiło uwagę Zakonu Krzyżackiego.

Inflanty w 1260 roku
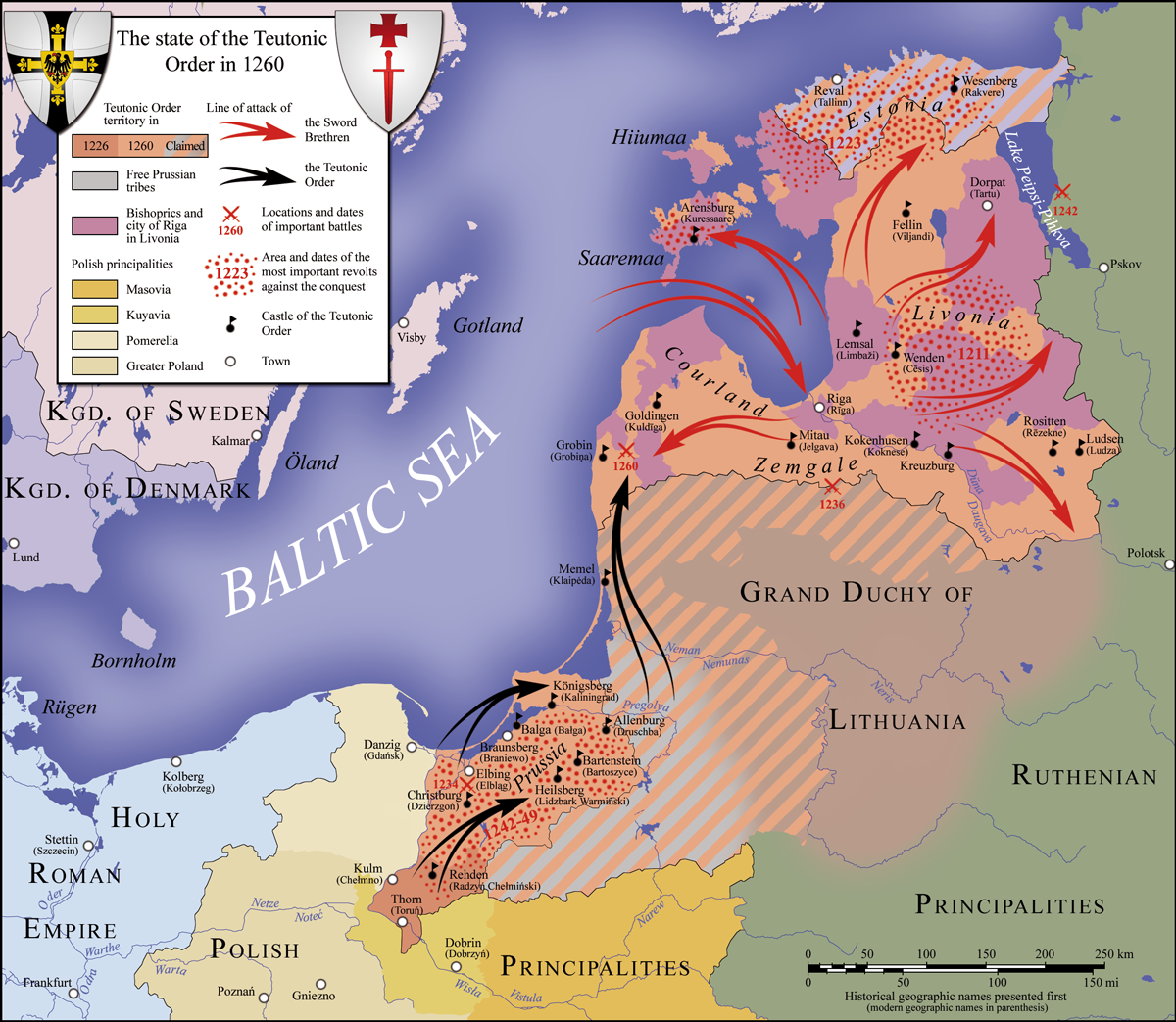
Ekspansja państwa zakonu krzyżackiego w 1260 roku

### 1261

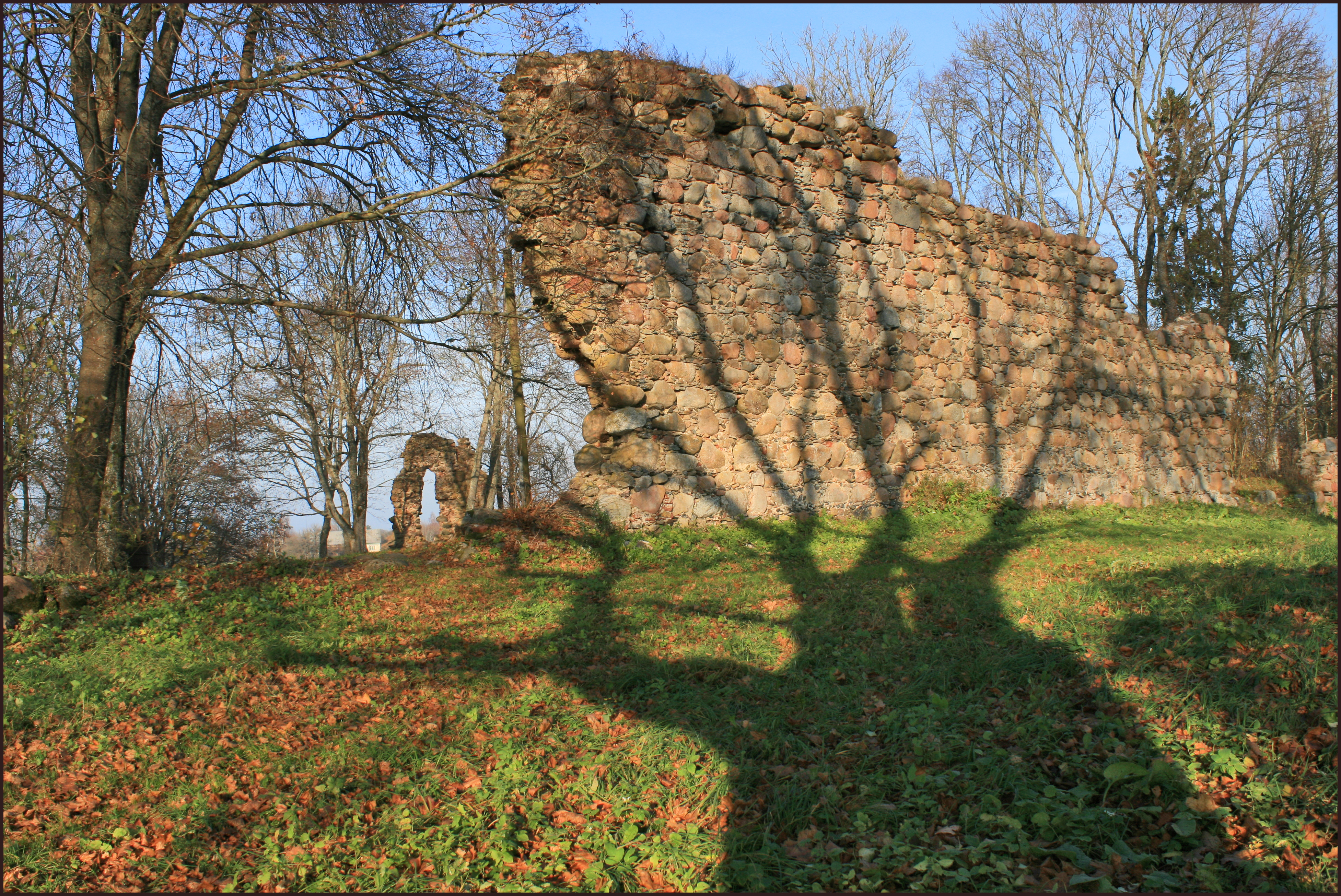
Ruiny zamku w Durbe

Po pierwszej porażce w bitwie nad jeziorem Durbe, Zakon Krzyżacki stosunkowo szybko się otrząsnął. Mimo że Żmudzini odnieśli zwycięstwo w kolejnej bitwie pod Lenewarde w 1261 roku, nie mieli wystarczających sił do skutecznej walki z potęgą Zakonu i zostali zmuszeni do opuszczenia Kuronii. Ich przywódcy, za pośrednictwem kunigasa Trenioty, zwrócili się do Mendoga, sugerując poddanie się jego władzy i zaproponowanie wspólnej walki przeciwko Krzyżakom oraz podbój Inflant.
Większość sił politycznych Wielkiego Księstwa Litewskiego poparła plany Żmudzinów i Trenioty dotyczące walki przeciwko Zakonowi Krzyżackiemu. Mendog stanął przed trudnym wyborem, czy zerwać dotychczas trwający pokój z Inflantami. Dla niego ważne było zapewnienie pokoju na północy i zachodzie, jednocześnie aktywnie działając na Rusi. Wybuch wojny z Inflantami ponownie odciąłby Wielkie Księstwo Litewskie od zachodniej Europy i zniweczyłby dotychczasowe sukcesy dyplomatyczne. Ponadto, w przypadku konfliktu zbrojnego z Inflantami, siły polityczne wyznające religię pogańską mogłyby zdobyć przewagę w państwie, a Mendog musiałby zrezygnować z chrześcijaństwa. Jednak w tym samym czasie pojawiły się korzystne warunki do wspólnego wysiłku W. Ks. Lit. i wyzwolonych spod jarzma Inflant plemion bałtyjskich, aby odeprzeć Zakon Inflancki z zajętych przez niego ziem lub przynajmniej ograniczyć jego terytorium i połączyć je z państwem litewskim. Jeśli Mendog zaniechałby tych planów, jego autorytet i władza na Litwie byłyby zagrożone.

Plemiona bałtyjskie (XIII w.)

Mendog podjął decyzję o wojnie z Inflantami, a wpływ na tę decyzję mógł mieć również antyniemiecki Treniota. Treniota popierał Żmudzinów i głosił politykę jednoczenia ziem plemion bałtyjskich. W nowej wojnie z Zakonem Krzyżackim, Treniota wykazał się jako energiczny przywódca wojenny i konsekwentny wróg Zakonu. Mendog musiał się pozbyć zwolenników pokoju z Inflantami i nie mógł zaniedbać sprawy Rusi, dlatego po wybuchu wojny z Zakonem Treniota zdobył jeszcze większą władzę w państwie. Nie odniósł jednak większych sukcesów militarnych, ponieważ zawiodło współdziałanie z ruskimi sprzymierzeńcami pod wodzą Aleksandra Newskiego.

### 1262
W czerwcu 1262 roku Treniota brał udział w wyprawie łupieskiej na Mazowsze, podczas której zginął książę mazowiecki Siemowit I. Spustoszone zostały wówczas Chełmno i Płock.

### 1263
W 1263 roku w okolicach grodu Dynamunt, Treniota pokonał oddziały Zakonu Krzyżackiego.
W tym samym roku Treniota zawiązał wraz z Dowmuntem spisek na życie Mendoga. Jesienią, Mendog wraz z dwoma synami (Ruklą i Repekiem) został zamordowany. Głównym sprawcą spisku był Dowmont, jednak władzę w Wielkim Księstwie Litewskim przejął Treniota. Ponieważ zabójca nie ucierpiał, oczywiste jest, że obydwaj kunigasi musieli uczestniczyć w spisku.
Po zamordowaniu króla Treniota nakazał zgładzenie księcia połockiego Towciwiłła, zaprosiwszy go z Połocka do podziału "ziemi i dobytku Mendoga". Musiało się to wydarzyć najprawdopodobniej w krótkim odstępie czasu po zabójstwie Mendoga, najpóźniej miesiąc przed 28 grudnia 1263 roku, gdy jako książę połocki wymieniany jest Gerden, który wspominał w dokumencie wystawionym dla mistrza inflanckiego o obietnicach, jakie złożył Inflantczykom jego poprzednik Konstantyn.

### 1264
Na Litwie wybuchło powstanie przeciw rządom Trenioty. Ten nie utrzymał się długo u władzy, albowiem został zamordowany przez spiskowców na wiosnę 1264 roku – zginął z rąk koniuchów Mendoga, którzy pomścili śmierć swego pana. Władzę po nim przejął przy pomocy ruskiej, stojący na czele opozycji syn Mendoga, Wojsiełk.